# Ernst Berg (Agrarwissenschaftler, 1948)
Ernst Berg (* 19. September 1948 in Mengerschied) ist ein deutscher Agrarökonom.

## Leben
Ernst Berg studierte Agrarwissenschaften an der Universität Bonn und promovierte 1976 an der Rheinischen-Friedrich-Wilhelm-Universität. 1980 habilitierte Berg in Bonn und ging für einen Forschungsaufenthalt anschließend an die Michigan State University. Von 1984 bis 1985 übernahm er in Bonn die Professur für Systemtheorie und Systemsimulation im landwirtschaftlichen Betrieb und von 1986 bis 1989 die Vertretung des Lehrstuhls für Gartenbauliche Betriebslehre an der Universität Hannover.
Von 1993 bis 2014 war Berg Inhaber des Lehrstuhls für Produktions- und Umweltökonomie der Universität Bonn. In dieser Zeit war er in mehreren Amtsperioden Dekan der landwirtschaftlichen Fakultät. Nach der Emeritierung Bergs wurde sein Nachfolger Robert Finger, der zuvor Assistenzprofessor an der Universität Wageningen war.

## Arbeitsgebiete und Funktionen
Berg gibt die Arbeitsgebiete Systemanalyse und Systemtheorie, Entscheidungstheorie, Produktionsökonomik und Betriebliche Umweltökonomie an. Neben weiteren Funktionen war er von 2011 bis 2013 Vorsitzender der Gesellschaft für Wirtschafts- und Sozialwissenschaften des Landbaues (GEWISOLA) und von 2008 bis 2016 Vorsitzender des wissenschaftlichen Beirats des Leibniz-Zentrums für Agrarlandschaftsforschung (ZALF).

## Ehrungen
1985 wurde Ernst Berg der Theodor-Brinkmann-Preis verliehen.

## Schriften
- Ein Simulationsmodell zur Darstellung der Arbeitskräfte- und Flächenmobilität in der Landwirtschaft. Habilitationsschrift. Bonn 1980.
- mit F. Kuhlmann: Systemanalyse und Simulation für Agrarwissenschaftler und Biologen. Methoden und PASCAL-Programme zur Modellierung dynamischer Systeme. Stuttgart 1993.
- mit W. Henrichsmeyer, G. Schiefer (Hrsg.): Agrarwirtschaft in der Informationsgesellschaft. Schriften der GEWISOLA, Band 35. Münster-Hiltrup 1999.